# Paurocotylis
Paurocotylis es un género de hongos de la familia Pyronemataceae. El género es monotípico, su única especie es Paurocotylis pila, es un hongo tipo trufa propio de Europa y Nueva Zelanda. Fue descrito por Miles Joseph Berkeley en la publicación The Botany of the Antarctic Voyage II, Flora Novae-Zealandiae de Joseph Dalton Hooker, 1855.